# Ernesto Silva Tellería
Ernesto Silva Tellería (Coro, Venezuela, 17 de febrero de 1907-Caracas, Venezuela, 4 de enero de 1985) fue un abogado, político y periodista venezolano. Directivo del Partido Republicano Progresista, director general de la Biblioteca de Autores y Temas Falconianos, y conjuez de la Corte Superior del Trabajo del Distrito Federal.

## Vida
Hijo del general Ernesto Silva Garcés. Comienza sus estudios en el Colegio Federal de Coro, en 1924 se gradúa de bachiller y en el próximo año ingresa en la Universidad Central de Venezuela (UCV) en la carrera de derecho. Debido a su participación durante la Semana del Estudiante y durante el alzamiento en el cuartel San Carlos en el año de 1928, Silva es enviado a prisión en la Policía de Caracas y en el castillo Libertador de Puerto Cabello. A la muerte del presidente Juan Vicente Gómez se le permite continuar con sus estudios en la Universidad Central de Venezuela (UCV).
En 1933 ingresó al Partido Comunista de Venezuela. En 1936 se gradúa como abogado, ese mismo año comienza es cofundador y miembro de la dirección nacional del Partido Republicano Progresista (PRP) partido que servía de fachada legal a los militantes del Partido Comunista de Venezuela. Ese mismo año es detenido tres veces, la última de ellas, en junio, siendo acusado de ofensas al Ejército Nacional. La Corte Suprema declara la nulidad del juicio y, sin embargo, es expulsado de Venezuela y huye exiliado a México hasta 1942. De vuelta en el país, se reintegró a las filas del Partido Comunista de Venezuela, dirigiendo sus órganos de prensa «El Popular» (tenía el mismo nombre del órgano del PRP) y «Aquí Está».
Durante el gobierno de Marcos Pérez Jiménez es detenido en dos oportunidades, en la segunda de ellas de nuevo va al exilio a México. Cuando regresa al país se dedica a ejercer su carrera de abogado, en 1958, se convierte en miembro directivo del Instituto de Derecho Social. En 1960 publica un poemario llamado Tierra Parda.